# Héctor Ostúa
Hector Ostúa (Lomas de Zamora, Buenos Aires, 11 de septiembre de 1945-17 de febrero de 2023) fue un jugador de fútbol y director técnico argentino.

## Biografía
Ostúa comenzó su carrera en los años 60, y se destacó como jugador del Club Atlético Lanús entre 1967 y 1970, época dorada en el club.
En 1990 se convirtió en director técnico de Club Atlético Temperley, gracias a él, llegaron a Primera "B" Nacional en las temporadas 1995/1996 y 1998/1999. Posteriormente Ostúa fue entrenador del club San Martín en Burzaco.
Ostúa vivió en San José hasta su fallecimiento a la edad de 77 años el 17 de febrero de 2023.